# Bernard Pousset
Bernard Pousset est un homme politique français, né le 10 novembre 1950 à Diou (Indre).

## Biographie
Marié et père d’une enfant, Bernard Pousset poursuit des études de comptabilité agricole. À 23 ans, il reprend l’exploitation céréalière familiale ainsi qu’un secteur viticole sur la zone AOC de Reuilly.
Élu à la Chambre d’Agriculture de l’Indre dès 1983, il s’occupe de l’aménagement et devient vice-président en 1989. Président de la SAFER de la région Centre de 1989 à 1997, il est également président de l’établissement public d’enseignement agricole de Châteauroux.
Tout en continuant son activité agricole, Bernard Pousset s’engage en politique, étant élu successivement conseiller municipal (1989-1995), puis maire (1995-2001) de Diou. Entre 1995 et 2001, il est également président du SITCOM de la Champagne berrichonne.
Suppléant dès 1993 de Nicolas Forissier (député-maire de La Châtre), il lui succède le 1er mai 2004 à la suite de la nomination de celui-ci comme Secrétaire d’État à l’Agriculture, à l’Alimentation, à la Pêche et aux Affaires rurales.
À l’Assemblée nationale, il appartient au groupe UMP et est membre de la commission des affaires culturelles, familiales et sociales.
Candidat en 2007 dans la troisième circonscription législative de l'Indre, il est battu par le socialiste sortant Jean-Paul Chanteguet.